# Leon Hajkis
Leon Hajkis (ros. Леон Хайкис (Гайкис), ur. 1898 w Warszawie, zm. 21 sierpnia 1937 w Moskwie) – radziecki dyplomata.

## Życiorys
Syn Jakuba. Był słuchaczem Wydziału Filozoficznego Uniwersytetu Warszawskiego. Miał wykształcenie wyższe niepełne. Sympatyk PPS-Lewicy przed 1914. Nauczyciel w szkole ludowej w latach 1914-1915. Członek SDKPiL od 1917, następnie KPRP. W 1918 aresztowany w Warszawie za agitację komunistyczną, 1919 wstąpił do Armii Czerwonej, służył w 11 Armii Frontu Zachodniego. Od 1919 pracownik aparatu Kazachskiego Komitetu Wojskowo-Rewolucyjnego, przewodniczący Komisji Śledczej przy tym komitecie, członek RKP(b), od 7 lutego 1920 przewodniczący Kazachskiego Komitetu Rewolucyjnego. Od sierpnia do października 1920 zarządzający sprawami i sekretarz techniczny Kazachskiego Krajowego Komitetu Rewolucyjnego, 1921 sekretarz rosyjsko-ukraińsko-białoruskiej delegacji w Mieszanej Rosyjsko-Ukraińsko-Białorusko-Polskiej Komisji Pogranicznej, 1922-1923 pracownik centralnego aparatu Ludowego Komisariatu Spraw Zagranicznych RFSRR, 1923-1924 sekretarz ludowego komisarza spraw zagranicznych ZSRR. Od 1924 I sekretarz Ambasady ZSRR w Meksyku, od sierpnia 1926 do 1927 przedstawiciel handlowy ZSRR w Meksyku, 1927-1928 chargé d’affaires ZSRR w Meksyku, 1929-1933 pracownik Profinternu. 1933-1935 pracownik centralnego aparatu Ludowego Komisariatu Spraw Zagranicznych ZSRR, 1935-1936 konsul generalny ZSRR w Stambule, 1936-1937 radca Ambasady ZSRR w Hiszpanii, a od 19 lutego do 17 czerwca 1937 ambasador ZSRR w Hiszpanii.
Odwołany do Moskwy „na konsultacje”. Po przyjeździe 16 czerwca 1937 aresztowany przez NKWD, 21 sierpnia 1937 skazany na śmierć przez Kolegium Wojskowe Sądu Najwyższego ZSRR pod zarzutem zdrady Ojczyzny i przynależności do kontrrewolucyjnej organizacji terrorystycznej, stracony tego samego dnia. Skremowany w krematorium na Cmentarzu Dońskim, prochy pochowano anonimowo (obecnie mogiła zbiorowa nr 1 na Nowym Cmentarzu Dońskim). 
17 grudnia 1955 zrehabilitowany postanowieniem Kolegium Wojskowego SN ZSRR.